# LSV Freiburg
Der Luftwaffen Sportverein Freiburg war ein kurzlebiger Sportverein im Deutschen Reich mit Sitz in Freiburg im Breisgau im heutigen Bundesland Baden-Württemberg.

## Geschichte
Nach der Saison 1942/43 gewann der LSV die Aufstiegsrunde in der Gruppe Süd gegen die SG Radolfzell mit 3:9 und stieg somit zur nächsten Saison in die Gauliga Baden auf. In der nächsten Saison wurde der Verein dann innerhalb der Gauliga in die Gruppe Südbaden eingeteilt. Dort konnte gleich in der ersten Saison der zweite Platz mit 18:2 Punkten erreicht werden, am Meistertitel hinderte dabei nur der Freiburger FC, welcher am Ende dieselbe Punktzahl hatte, jedoch im Vergleich ein besseres Torverhältnis vorzuweisen hatte. Zur nächsten Saison fand dann kein geregelter Spielbetrieb mehr statt. Spätestens am Ende des Zweiten Weltkriegs wurde der Verein dann auch aufgelöst.